# Condado de Hanson
O Condado de Hanson é um dos 66 condados do Estado americano da Dakota do Sul. A sede do condado é Alexandria, e sua maior cidade é Alexandria. O condado possui uma área de 1 128 km² (dos quais 2 km² estão cobertos por água), uma população de 3 139 habitantes, e uma densidade populacional de 3 hab/km² (segundo o censo nacional de 2000).